# Domitilla Młodsza
Flavia Domitilla, Domitylla Młodsza (ur. ok. 45, zm. ok. 66) – jedyna córka cesarza Wespazjana i Domitilli Starszej. Jej dwaj bracia: Tytus Flawiusz i Domicjan, zostali cesarzami. 
Jej mężem był Quintus Petillius Cerialis. Jej córka, również Flavia Domitilla, żona Flawiusza Klemensa, była chrześcijanką i została świętą.